# Gagliano del Capo
Gagliano del Capo (Gajànu in dialetto salentino) è un comune italiano di 4 783 abitanti della provincia di Lecce in Puglia.
Situato nell'estremità meridionale del Salento, comprende Arigliano, San Dana e la località Ciolo, caratterizzata da un'alta insenatura rocciosa e dall'amenità di alcune grotte marine di notevole interesse storico e paesaggistico. Fa parte dell'Unione dei comuni Terra di Leuca. Dal 2016 fa parte dell'associazione Borghi Autentici d'Italia.

## Geografia fisica

### Territorio
Il centro abitato sorge a 144 m s.l.m. e si adagia nell'avvallamento delimitato dalle alture denominate "Monte Tumasi" e "Monticelli". Il territorio comunale si estende fino alla costa, caratterizzata da un'alta insenatura rocciosa e dall'amenità di alcune grotte marine di notevole interesse paesaggistico e storico. Dall'ottobre 2006, parte del suo territorio rientra nel Parco naturale regionale Costa Otranto - Santa Maria di Leuca e Bosco di Tricase, istituito dalla Regione Puglia allo scopo di salvaguardare la costa orientale del Salento, ricca di pregiati beni architettonici e di importanti specie, sia animali che vegetali.
Confina a nord con il comune di Alessano, ad est con il Mar Adriatico, mentre sia a sud che ad ovest con Castrignano del Capo.
- Classificazione sismica: zona 4 (sismicità molto bassa).

### Clima
Dal punto di vista meteorologico, Gagliano del Capo rientra nel territorio del basso Salento che presenta un clima prettamente mediterraneo, con inverni miti ed estati caldo-umide. La temperatura media del mese più freddo, gennaio, si attesta attorno ai +16,8 °C, mentre quella del mese più caldo, agosto, si aggira sui +28,5 °C. Le precipitazioni medie annue, che ammontano a circa 321 mm, presentano un minimo in primavera-estate ed un picco in autunno-inverno.
Facendo riferimento alla ventosità, i comuni di questa zona della Puglia risentono debolmente delle correnti occidentali grazie alla protezione determinata dalle Serre salentine che creano un sistema a scudo. Al contrario le correnti autunnali ed invernali da Sud-Est favoriscono l'incremento delle precipitazioni, in questo periodo, rispetto al resto della penisola.
| Gagliano del Capo          | Mesi | Mesi | Mesi | Mesi | Mesi | Mesi | Mesi | Mesi | Mesi | Mesi | Mesi | Mesi | Stagioni | Stagioni | Stagioni | Stagioni | Anno |
| Gagliano del Capo          | Gen  | Feb  | Mar  | Apr  | Mag  | Giu  | Lug  | Ago  | Set  | Ott  | Nov  | Dic  | Inv      | Pri      | Est      | Aut      | Anno |
| -------------------------- | ---- | ---- | ---- | ---- | ---- | ---- | ---- | ---- | ---- | ---- | ---- | ---- | -------- | -------- | -------- | -------- | ---- |
| T. max. media (°C)         | 18,6 | 21,4 | 23,1 | 25,7 | 29,8 | 32,2 | 33,6 | 33,6 | 33,1 | 26,7 | 23,0 | 19,2 | 19,7     | 26,2     | 33,1     | 27,6     | 26,7 |
| T. min. media (°C)         | 15,2 | 17,0 | 20,2 | 21,4 | 21,7 | 21,9 | 22,7 | 23,1 | 23,0 | 21,1 | 18,1 | 16,0 | 16,1     | 21,1     | 22,6     | 20,7     | 20,1 |
| Precipitazioni (mm)        | 36   | 34   | 32   | 27   | 21   | 17   | 17   | 14   | 26   | 34   | 31   | 32   | 102      | 80       | 48       | 91       | 321  |
| Umidità relativa media (%) | 79,0 | 78,9 | 78,6 | 77,8 | 75,7 | 71,1 | 68,4 | 70,2 | 75,4 | 79,3 | 80,8 | 80,4 | 79,4     | 77,4     | 69,9     | 78,5     | 76,3 |

## Origini del nome
Secondo la tradizione deriva dal nome latino di persona "Gallius" o "Gaius", un centurione romano che ebbe in possesso questa terra dopo la conquista romana del Salento.

## Storia
La frequentazione umana del territorio di Gagliano del Capo è databile sin dall'età del bronzo, come testimoniano il Menhir Spirito Santo e il menhir di largo Foggiaro presenti ad Arigliano. Le fonti ed i reperti archeologici testimoniano che un primo agglomerato urbano sorse dopo la distruzione dei vicini casali di Plusano e Misciano nel II secolo a.C.
Dal 553 e fino all'XI secolo il paese entrò nella sfera di influenza bizantina e, proprio in questo periodo, si diffuse il rito religioso orientale che si conservò fino al XVII secolo. Per secoli numerosi fondi gaglianesi di proprietà dell'Abbazia otrantina di San Nicola di Casole vennero coltivati da suoi vassalli. Nell'877 accolse i superstiti della città di Vereto scampati alla furia distruttiva dei Saraceni. Anche questa terra, come tanti altri casali di Terra d'Otranto, è stata protagonista di varie vicende feudali. Durante il dominio angioino (tra il XIII e il XV secolo) divenne feudo di Isolda De Nocera, del milite francese Guglielmo Brunel e di Mariotto Corso. Nel 1495, Ferdinando d'Aragona concesse il casale a Giovanni II Castriota, figlio di Giorgio Castriota che, quando era a Gagliano abitò nel castello situato accanto alla chiesa parrocchiale.
Tra il 1413 e il 1421 il borgo fu dotato di mura e divenne rifugio degli abitanti dei casali vicini (Valiano, Misciano, Prusano, Santu Dimitri, San Nicola e Vinciguerra). Nel 1547, dopo l'ennesima invasione dei pirati saraceni che deportarono numerosi cittadini, le fortificazioni furono rafforzate.
Nel XVII secolo il feudo passò a Laura Guarini, dei Conti di Alessano, e solo nel 1806 fu sciolto da ogni vincolo feudale.

### Simboli
Stemma
Lo stemma è stato riconosciuto con D.P.C.M. del 3 settembre 1951.
Gonfalone
Il gonfalone è stato concesso con D.P.R. 30 agosto 1952.

## Monumenti e luoghi d'interesse

### Architetture religiose

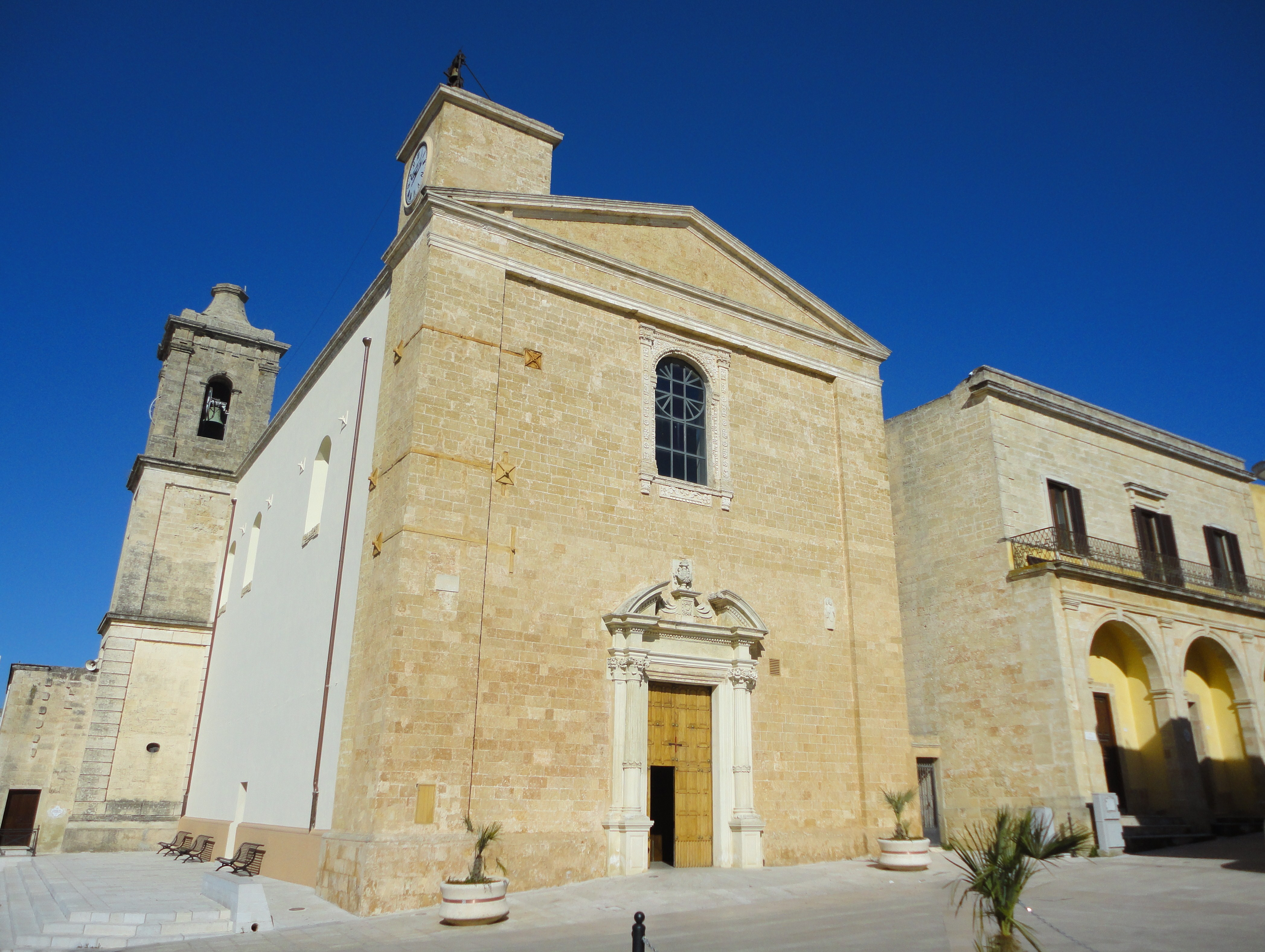
Chiesa madre

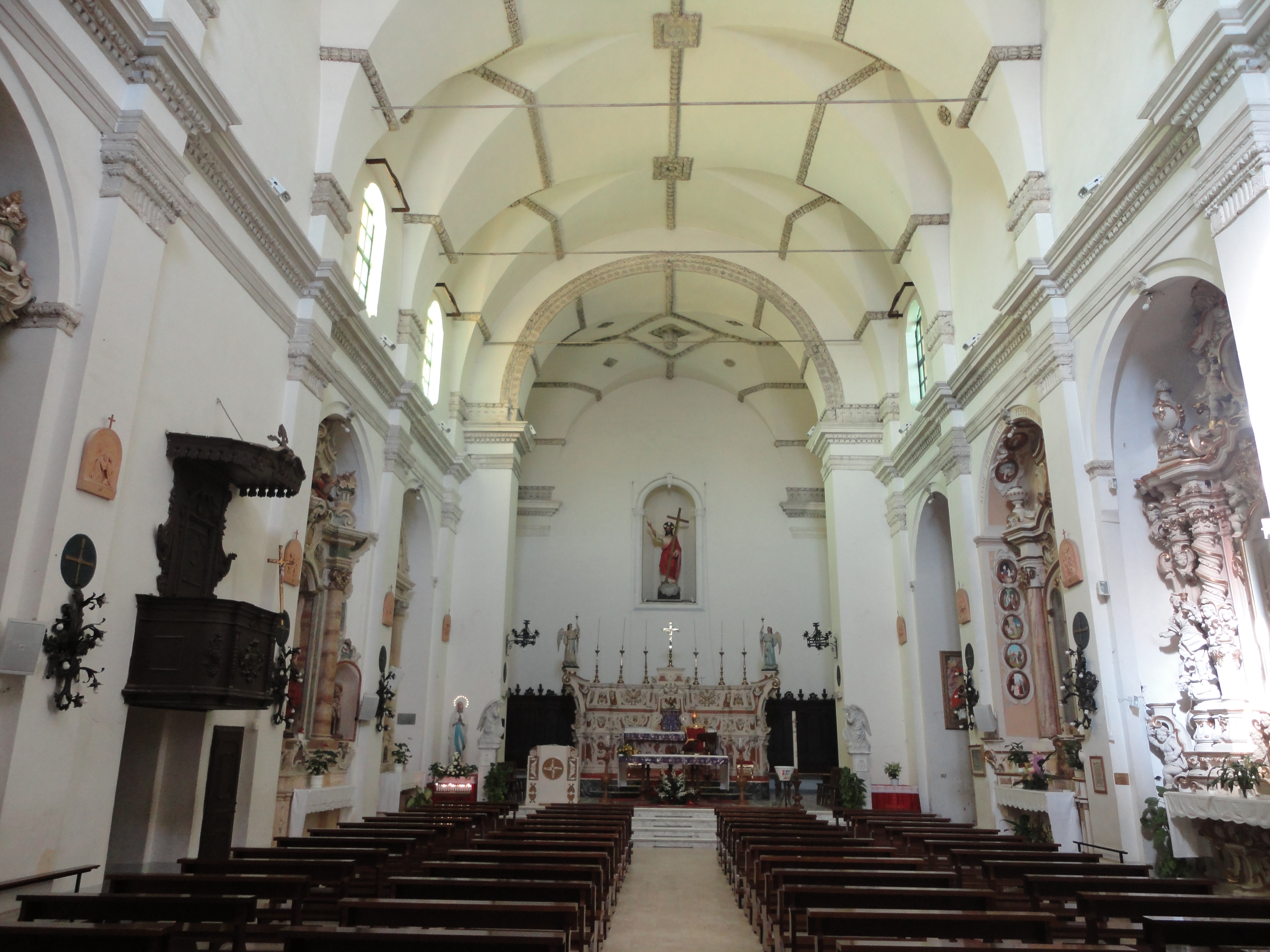
Interno

- La Chiesa matrice di San Rocco fu edificata nel 1580, su progetto dell'architetto Ercole Cassano di Tricase. Di gusto barocco, con qualche reminiscenza rinascimentale, è dedicata a Santa Maria Assunta. Patrono della città è san Rocco confessore.
La facciata, in carparo, presenta un portale del 1664 con timpano spezzato poggiante su colonne scanalate con capitelli ionici, una cinquecentesca finestra centrale e una statua in bassorilievo di san Nicola, proveniente dall'antica chiesa di rito greco. L'interno, ad aula unica, è caratterizzato da una volta a lunetta e da decorazioni a festoni. Le pareti della navata sono articolate da lesene e sono arricchite da otto altari, tra i quali risaltano quelli delle Anime Sante del Purgatorio e di san Rocco in stile barocco, realizzati nel XVIII secolo dallo scultore alessanese Emanuele Orfano. Pregevole è l'altare della Passione per le sculture lignee seicentesche dell'artista gallipolino Genuino Vespasiano, come anche l'altare di Santa Teresa del Bambin Gesù, in origine dedicato a Sant'Oronzo, opera di Placido Buffelli. I restanti altari sono intitolati a sant'Antonio, san Luigi, Vergine del Rosario, e Sacro Cuore di Gesù. Il presbiterio è dominato dalla grande mole dell'altare maggiore bicromo con dorature. Tra le opere pittoriche risaltano le tele della Vergine del Rosario (1614) di Giandomenico Catalano, della Vergine con le Anime Purganti (1771) di Oronzo Tiso e della Vergine del Carmine con i Santi Biagio, Carlo Borromeo, Giacinto, Pietro martire (1778) di Saverio Lillo.

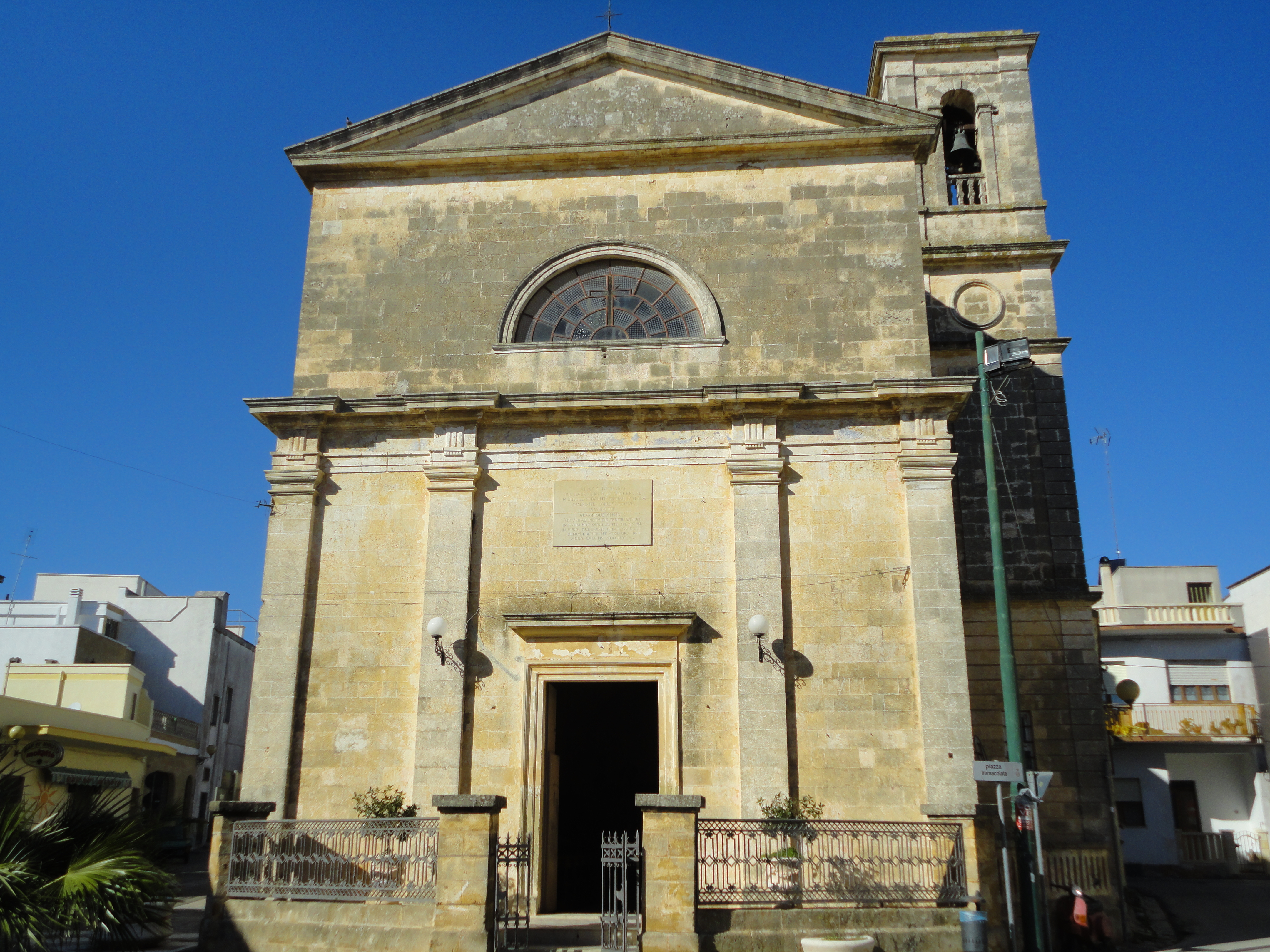
Chiesa dell'Immacolata

- Chiesa dell'Immacolata, sede dell'omonima Confraternita, fu edificata nel 1860 sulle rovine della piccola cappella di sant'Angelo risalente al XVII-XVIII secolo. Aperta al culto nel 1861, presenta una semplice facciata neoclassica, terminante con un timpano triangolare. L'interno è a navata unica coperta da volta a spigolo. Le pareti della navata sono ritmate da lesene doriche e da arcate nelle quali sono ospitati gli altari della Trinità (1964), di san Francesco d'Assisi voluto dal Terz'Ordine Francescano nel 1892, di santa Lucia (1950) e di santa Filomena (1870). Nel 1884 venne realizzato il pavimento in mosaico, opera dei fratelli Antonio e Ippazio Peluso di Tricase. L'altare maggiore del 1862 è sormontato dalla statua lapidea della Madonna Immacolata. Nella sacrestia si conserva una tela raffigurante santa Filomena, dipinta dal gaglianese Francesco Saverio Mercaldi nel 1871.

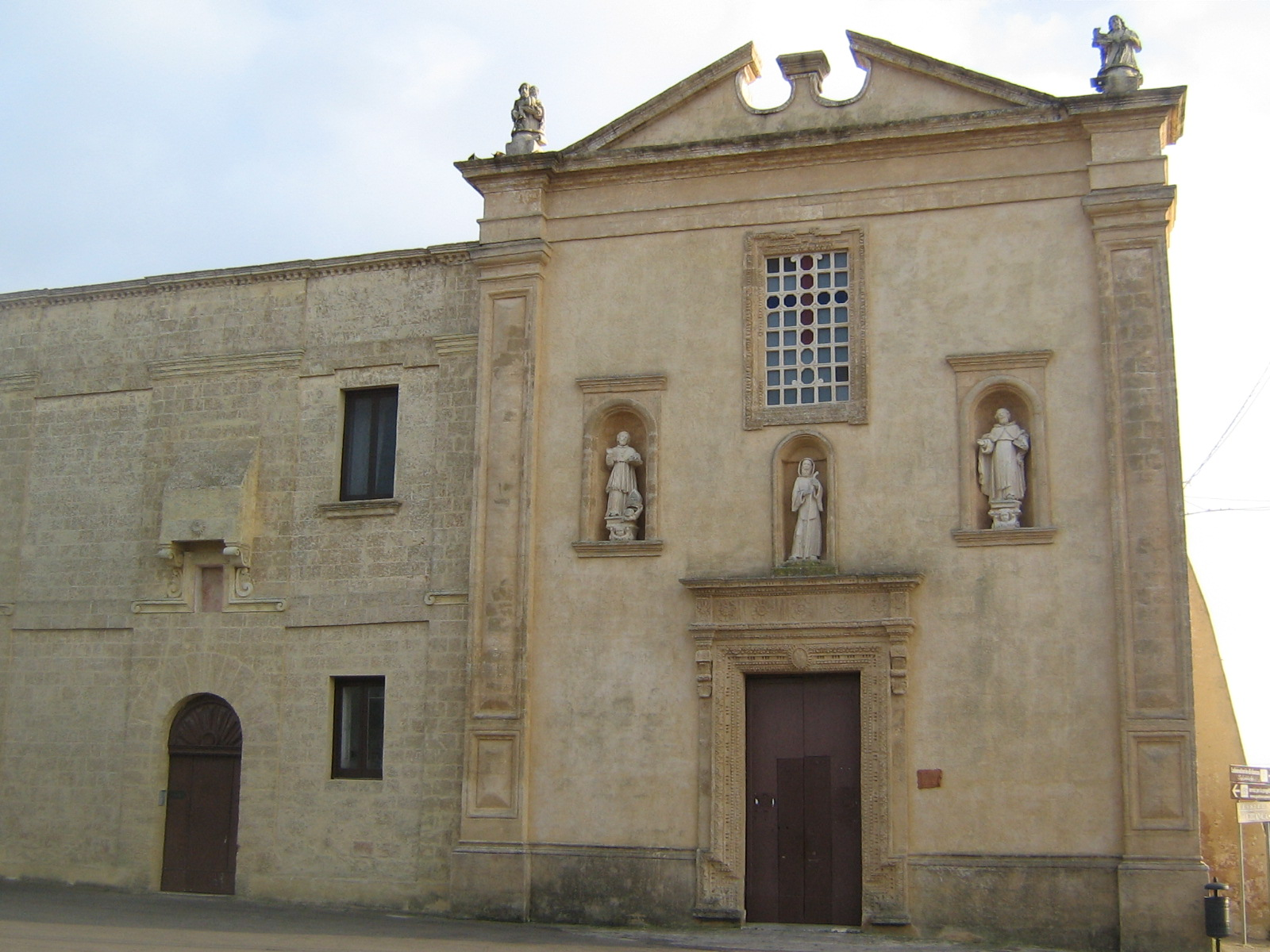
Chiesa di San Francesco di Paola

- Chiesa di San Francesco di Paola, annessa al convento dei Minimi costruito nel 1640, fu realizzata nel 1613 sulle fondamenta di una chiesa di rito greco dedicata a Sant'Elia. La chiesa originaria, eretta tra il 1401 e il 1405 per volontà di Raimondo Orsini Del Balzo, costituiva la chiesa parrocchiale dell'antico casale di Prusano, oggi scomparso. Il nuovo edificio fu voluto da Giovanni Castriota Scanderbeg, feudatario di Gagliano. La facciata, delimitata da due lesene e coronata da un timpano spezzato, è arricchita da tre nicchie con statue e da un portale d'ingresso posto in asse con un finestrone realizzato a traforo con 29 finestrelle quadrate e 11 circolari che formano una croce. L'interno, a navata unica, è coperto da una volta a botte lunettata decorata con stucchi e affrescata con tre ovali raffiguranti le scene dell'Assunzione, della Vergine di Leuca e del Miracolo di san Francesco, databili alla metà del XVIII secolo. Lungo la navata si aprono otto brevi cappelle contenenti altrettanti altari, dedicati a san Giuseppe, sant'Elia, Pietà, san Francesco da Paola, san Michele, Vergine del buon rimedio, beati Minimi, e santa Caterina da Siena. Il presbiterio accoglie il settecentesco coro ligneo e l'altare maggiore in marmo policromo. Dal 1809 al 1871, il complesso conventuale fu abbandonato e la chiesa fu utilizzata come pubblico cimitero fino al 1867, in sostituzione delle fosse carnarie della chiesa matrice di San Rocco. Fu riaperta al culto nel 1871 e per l'occasione fu realizzato il pavimento maiolicato.

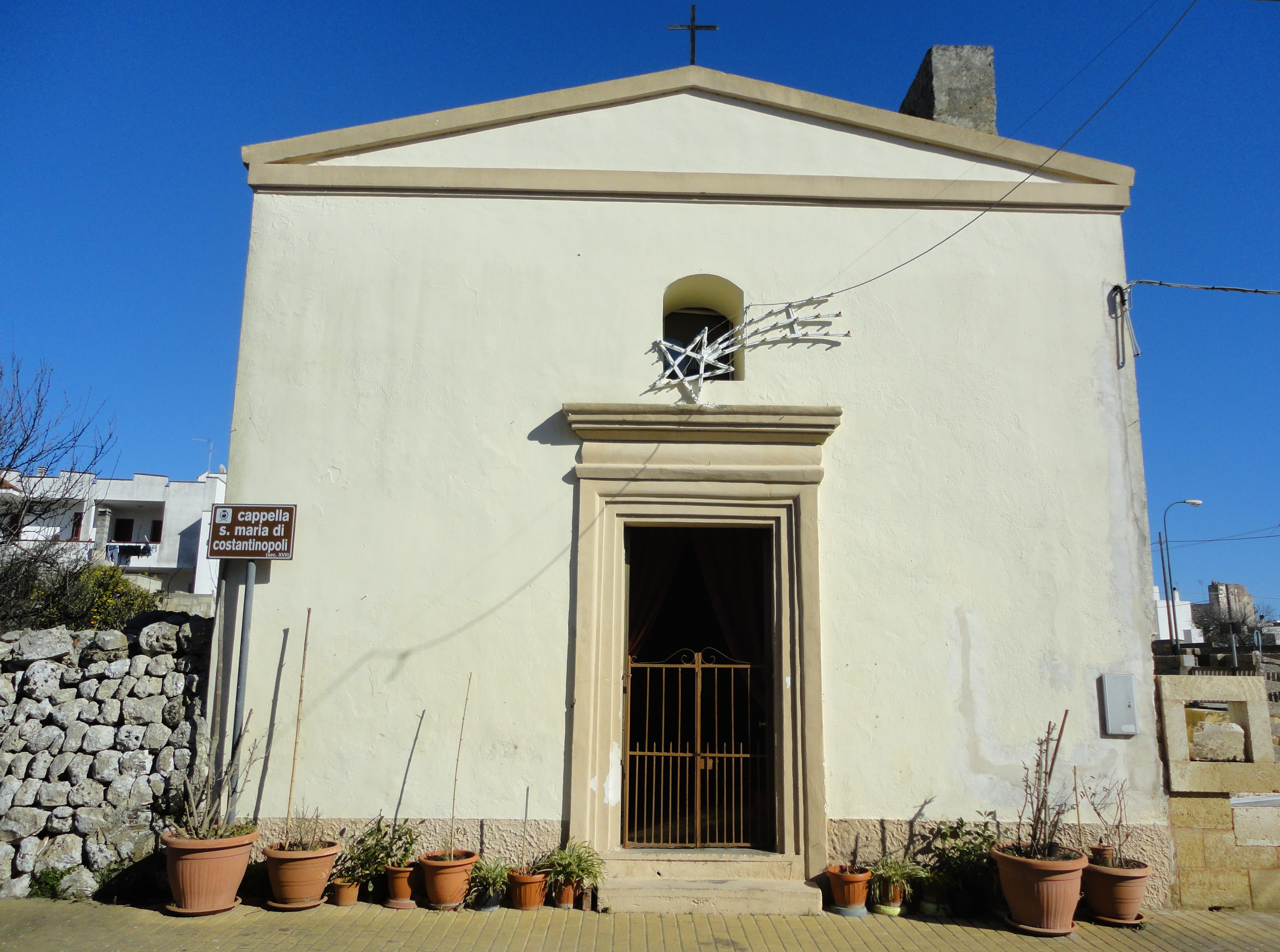
Cappella Madonna di Costantinopoli

- Cappella di Santa Maria di Costantinopoli, fu costruita nei primi anni del XVII secolo per volontà della famiglia patrizia otrantina dei Della Gatta. La struttura, ad unica navata, possiede una semplice facciata sormontata da un timpano triangolare. È dotata di un piccolo campanile a vela. Abbandonata e usata nel corso del XIX secolo come fienile e ovile, fu riaperta al culto il 7 maggio 1961. L'originario tetto ad incannucciato e tegole fu sostituito con una copertura a volta piana. Nella nicchia dell'altare maggiore è custodita la statua della Madonna di Costantinopoli.

#### Altre chiese
- Cappella delle Figlie della Carità (1891);
- Cappella della Madonna di Leuca (1959);
- Chiesa dei Santi Medici (1966);
- Cappella della Madonna delle Grazie (1966).

### Architetture civili

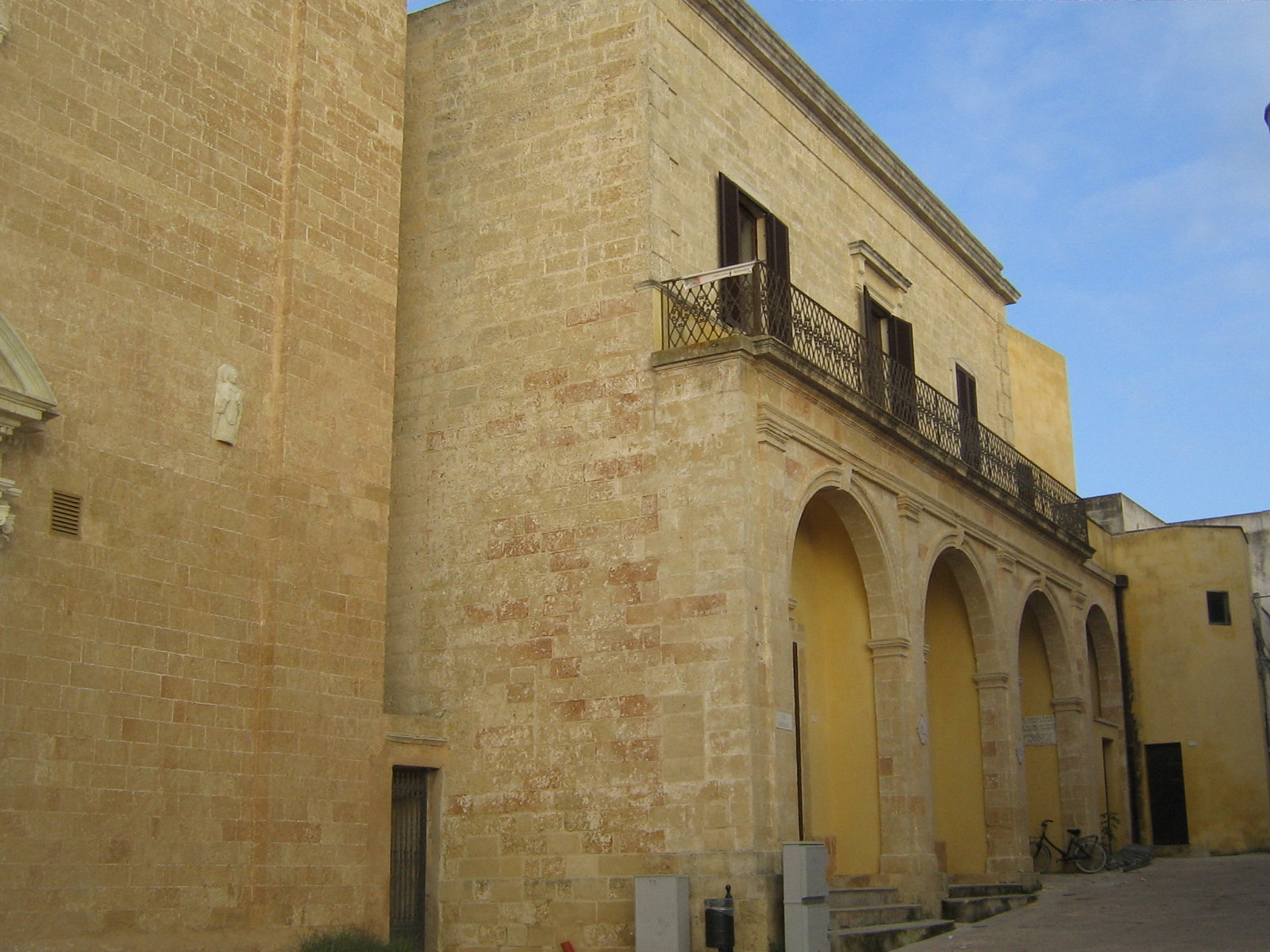
Palazzo Ciardo

- Palazzo Ciardo, casa natale del pittore Vincenzo Ciardo, attualmente ospita l'oratorio parrocchiale. Il Palazzo fu edificato nel 1900 sui ruderi del vecchio castello baronale, del quale è rimasto solo un torrione con una grande cisterna alla base. All'interno del torrione è ospita una piccola cappella. Il fossato del castello oggi è uno spiazzo dedicato alle manifestazioni della parrocchia. Il palazzo, a due piani, presenta molte stanze: al piano terra, la stanza che nella prima metà del XX secolo era adibita a farmacia comunale, attualmente è usata come biblioteca della parrocchia, mantenendo la sua forma semi-ovale con stuccature dorate. Tutte le stanze del piano superiore sono state adattate per attività della parrocchia (catechismo, sala musica, sala convegni, ecc.). Due stanze del piano superiore e una del piano inferiore, sono pavimentate a mosaico e recano la data 1900. Sono presenti inoltre le stalle, con pile per la raccolta di derrate alimentari, ed un torchio in legno del tipo alla genovese. Nel 2002, l'atrio è stato coperto da un'intelaiatura in legno e plexiglas. Sul lastricato solare sono presenti mattonelle in maiolica provenienti dallo smantellamento del piano di calpestio della Chiesa di San Rocco.

#### Altri palazzi
- Palazzo Daniele, in stile Liberty fu edificato tra il 1861 e il 1863.
- Palazzo Comi, fu costruito nel XIX secolo inglobando ambienti del XVI secolo e del XVIII secolo.
- Palazzo Buccarello, risale al 1690.
- Palazzo Bitonti, è stato edificato nella seconda metà del XIX secolo ed è strutturato su due piani.
- Palazzo Bleve, fu edificato nella prima metà del XVIII secolo ed è caratterizzato da un loggione in pietra leccese che costituisce la parte principale del balcone al piano superiore.
- Palazzo Protopapa-Sergi, costruito tra il XVII e il XVIII secolo, è caratterizzato dalla presenza di un cornicione sostenuto da mensole.
- Palazzo Gargasole, risale alla fine del XVII secolo e presenta un portale bugnato.

### Altro

#### Colonne
- Colonna di San Rocco (1825).
- Colonna dell'Immacolata (1825).

### Aree naturali

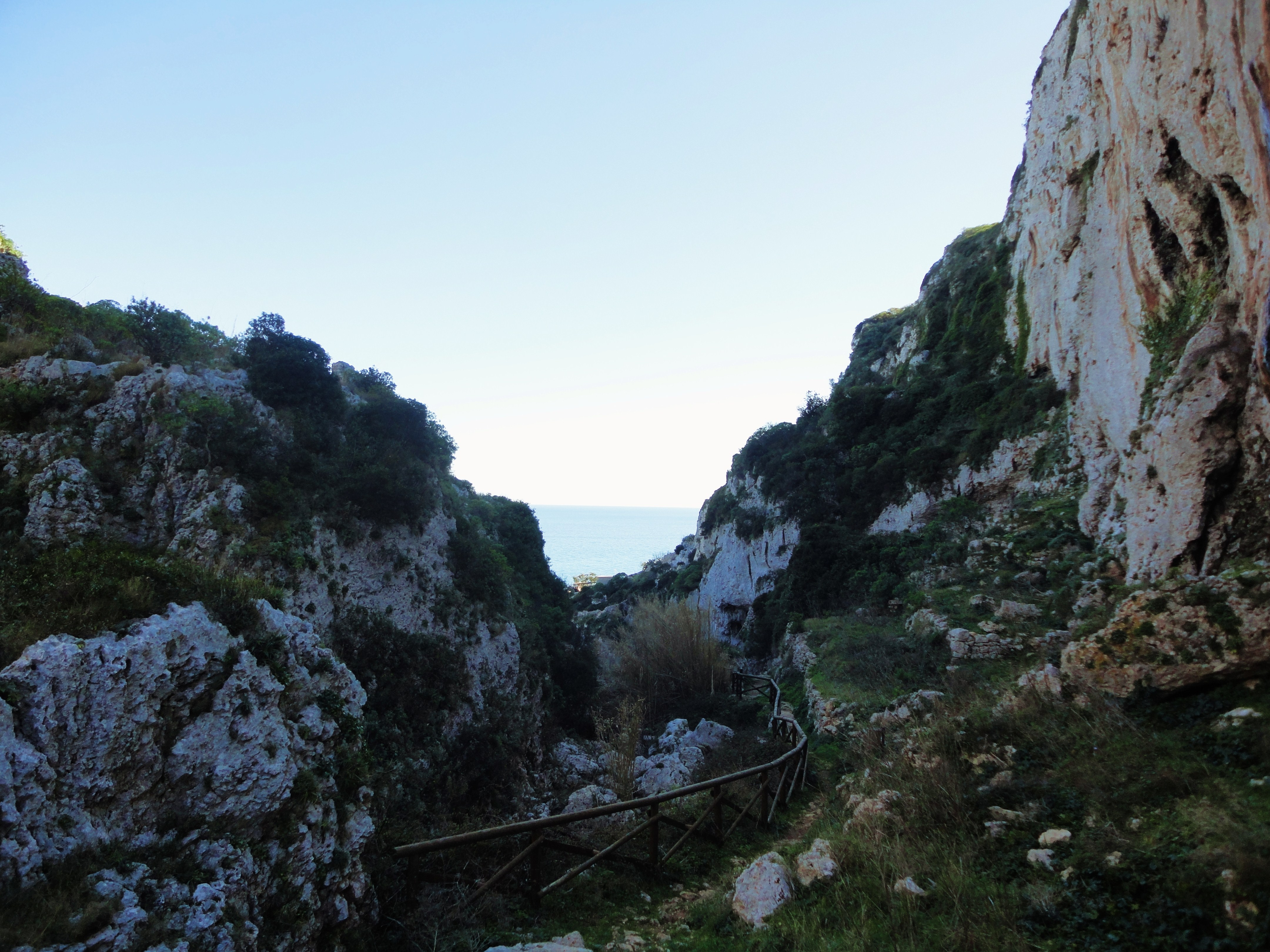
Canalone del Ciolo

- Canalone del Ciolo, è una profonda gola prodotta dall'azione erosiva dell'acqua nel suo percorso verso il mare. Il nome deriva dalle gazze ladre, dette Giole o Ciole nel dialetto salentino, che abitavano il canale. Si presenta come un profondo canyon, delimitato da alte e ripide pareti calcaree ricche di grotte, che delimita una piccola spiaggia ghiaiosa e una stretta insenatura. L'alto costone roccioso è ricoperto dalla vegetazione sempreverde della macchia mediterranea e da piante autoctone come il fiordaliso di Leuca e alcune specie di orchidee selvatiche. Sui costoni del canalone vi è la presenza di numerose grotte, protagoniste di ritrovamenti fossili e ceramici risalenti al Neolitico e al Paleolitico. La Grotta delle Prazziche, lunga 42 metri e larga circa 6, ne è un esempio. In essa i numerosi rinvenimenti hanno riportato alla luce pezzi di ceramica, manufatti del periodo litico e resti di fauna comprendente anche rinoceronti.

## Società

### Evoluzione demografica
Abitanti censiti

### Etnie e minoranze straniere
Al 31 dicembre 2020 a Gagliano del Capo risultano residenti 87 cittadini stranieri. La nazionalità principale è:

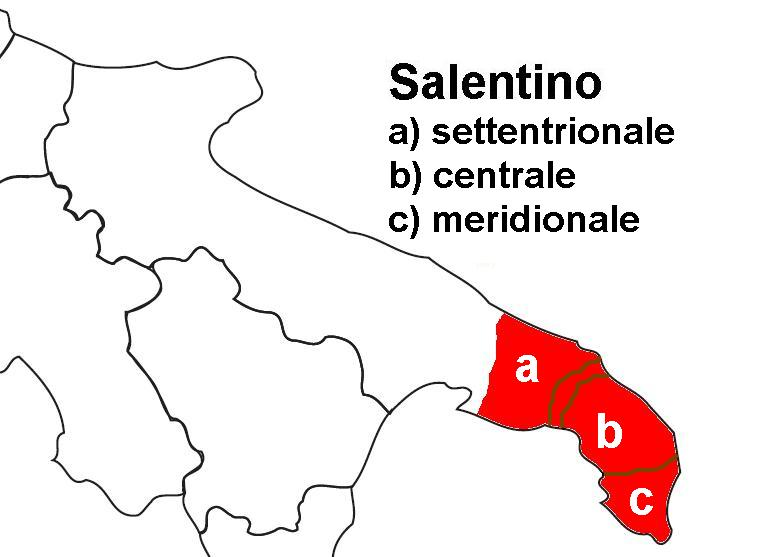
Diffusione del dialetto salentino

- Marocco - 25

### Lingue e dialetti
Il dialetto parlato a Gagliano del Capo è il dialetto salentino meridionale. Esso, appartenente alla famiglia delle lingue romanze e classificato nel gruppo meridionale estremo, risulta essere pieno di influenze riconducibili ai popoli stabilitisi in questo territorio nel corso dei secoli: messapi, greci, romani, bizantini, longobardi, normanni, albanesi, francesi e spagnoli.

## Cultura

### Istruzione

#### Scuole
Nel comune di Gagliano del Capo hanno sede due plessi della Scuola dell'infanzia, di cui uno ad Arigliano, una Scuola primaria ed una secondaria di primo grado appartenenti al locale Istituto Comprensivo Statale.

### Eventi
- Festa Patronale di San Rocco - 16 agosto;
- Fiera di San Francesco - seconda domenica dopo Pasqua.

## Infrastrutture e trasporti

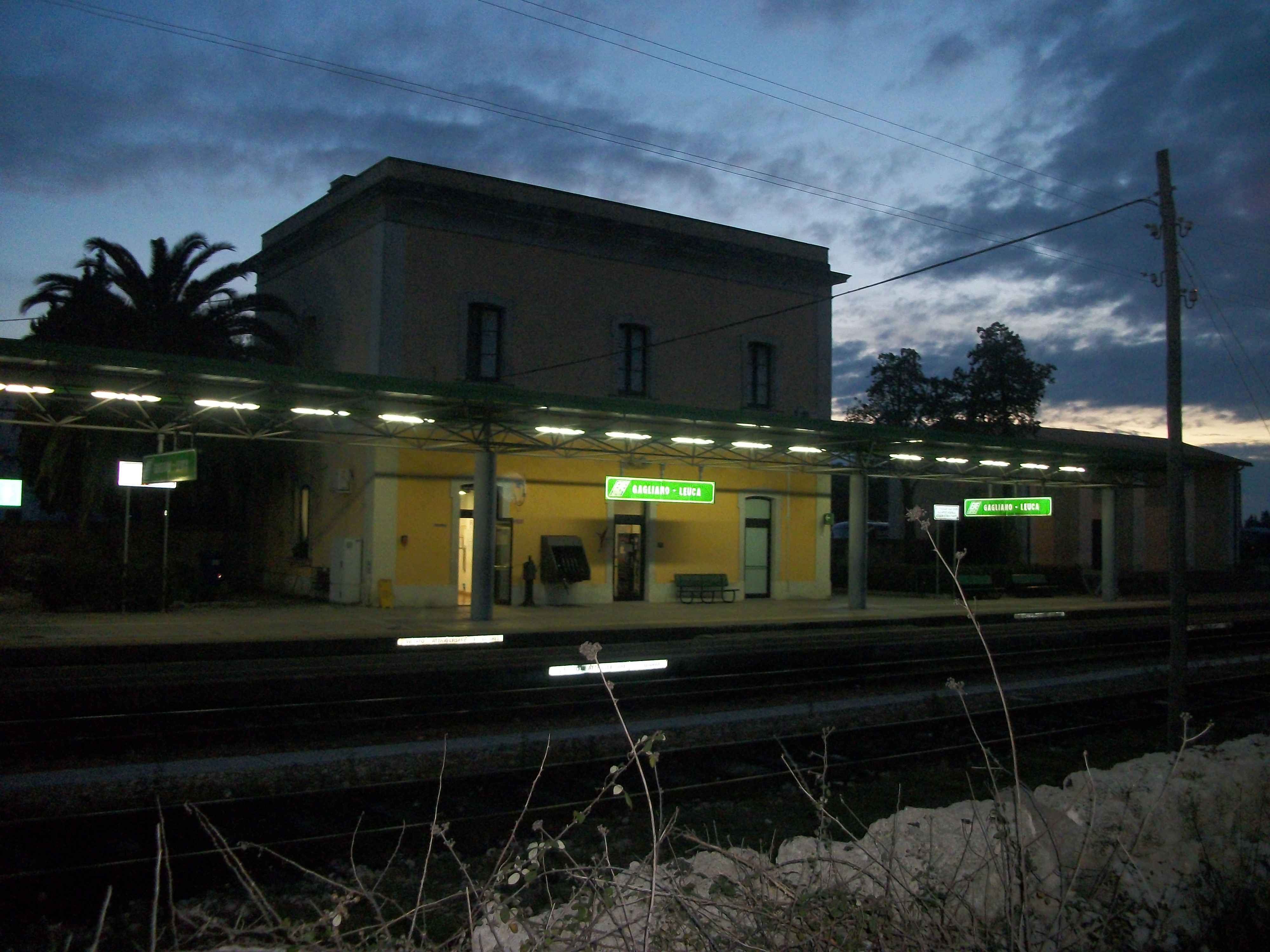
Stazione Gagliano-Leuca

### Strade
I collegamenti stradali che interessano questo comune sono:
- Strada statale 16 Adriatica;
- Strada statale 275 di Santa Maria di Leuca, Maglie-Santa Maria di Leuca;
- Strada statale 274 Salentina Meridionale, Gallipoli-Santa Maria di Leuca;
- Strada Provinciale 81, Vaste-Tricase-Corsano-Gagliano del Capo;
- Strada Provinciale 195, Gagliano del Capo-Litoranea Otranto-Leuca;
- Strada Provinciale 351, Patù-Castrignano del Capo-Gagliano del Capo.

### Ferrovie
Il comune è servito dalla stazione ferroviaria Gagliano Leuca, capolinea delle Novoli-Gagliano del Capo e Zollino-Gagliano del Capo, tutte e due gestite dalle Ferrovie del Sud Est.

## Amministrazione
| Periodo           | Periodo           | Primo cittadino     | Partito                     | Carica      | Note   |
| ----------------- | ----------------- | ------------------- | --------------------------- | ----------- | ------ |
| 7 settembre 1987  | 21 luglio 1990    | Francesco Ferilli   | Democrazia Cristiana        | Sindaco     | [ 13 ] |
| 21 luglio 1990    | 24 aprile 1995    | Salvatore Monteduro | Partito Socialista Italiano | Sindaco     | [ 13 ] |
| 24 aprile 1995    | 14 giugno 1999    | Salvatore Monteduro | centro-sinistra             | Sindaco     | [ 13 ] |
| 14 giugno 1999    | 14 giugno 2004    | Salvatore Monteduro | centro-destra               | Sindaco     | [ 13 ] |
| 14 giugno 2004    | 5 aprile 2005     | Daniela Pastorelli  |                             | Comm. pref. | [ 13 ] |
| 5 aprile 2005     | 30 marzo 2010     | Antonio Buccarello  | lista civica                | Sindaco     | [ 13 ] |
| 30 marzo 2010     | 22 maggio 2015    | Antonio Buccarello  | lista civica                | Sindaco     | [ 13 ] |
| 22 maggio 2015    | 19 giugno 2015    | Paola Mauro         |                             | Comm. pref. | [ 13 ] |
| 19 giugno 2015    | 21 settembre 2020 | Carlo Nesca         | lista civica                | Sindaco     | [ 13 ] |
| 21 settembre 2020 | in carica         | Gianfranco Melcarne | lista civica                | Sindaco     | [ 13 ] |